# Il cimitero dei giustiziati
Il cimitero dei giustiziati è un film muto italiano del 1920 diretto da Carlo Zangarini e Giovanni Mayda che partecipò anche come attore.